# Fiara de la Johns Hopkins
Fiara de la Johns Hopkins (în engleză Johns Hopkins Beast) a fost un automat mobil, un precursor timpuriu al roboților, construit în anii 1960 la Laboratorul de Fizică Aplicată⁠(d) al Universității Johns Hopkins. Mașina avea o inteligență rudimentară și capacitatea de a supraviețui pe cont propriu. În timp ce rătăcea prin sălile albe ale laboratorului, căuta prize negre de perete.  Când găsea una, se conecta și își reîncărca bateria. 
Robotul era cibernetic. Nu folosea un calculator. Circuitele sale de control constau din zeci de tranzistoare care controlau tensiunile analogice. Folosea optica fotoelectrică⁠(d) și sonarul pentru a naviga. Tranzistoarele 2N404 au fost utilizate pentru a crea porți logice NOR care implementau logica booleană care îi spunea ce să facă atunci când se activa un senzor specific.  Tranzistoarele 2N404 au fost folosite și pentru a crea porți de temporizare, care să-i cât timp să facă ceva. S-au folosit și tranzistoare de putere⁠(d) 2N1040 pentru a controla puterea de mișcare a șenilelor, a brațului și a mecanismului de încărcare. 
Senzorii originari din Mod I erau doar senzori tactili fizici. Priza din perete era detectată de comutatoarele fizice de pe brațul care urma peretele. Odată detectate, două vârfuri electrice se întindeau până când intrau în priza de perete și făceau conexiunea electrică pentru încărcarea vehiculului. Casele scărilor, ușile și țevile de pe peretele sălii erau și ele detectate de comutatoarele fizice și identificate de logica corespunzătoare. 
Sistemul de ghidaj prin sonar a fost dezvoltat pentru Mod I și îmbunătățit pentru Mod II. El folosea două traductoare ultrasonice⁠(d) pentru a determina distanța, locația în hale și obstacolele din calea sa. Aceasta a furnizat „Fiarei” un ghidaj asemănător liliecilor. În acest moment, ea putea detecta obstacolele pe hol, cum ar fi oamenii. Odată ce se detecta o obstrucție, Fiara încetinea și apoi decidea dacă să oprească sau să devieze în jurul obstacolului. De asemenea, putea recunoaște cu ultrasunete scările și ușile pentru a lua măsurile corespunzătoare. 
La Mod II s-a adăugat și un sistem optic de ghidaj. Aceasta oferea, printre alte capacități, aptitudinea de a identifica optic prizele negre din perete, care contrastau cu peretele alb.   